# Software potencialmente no deseado
El software potencialmente no deseado, también llamado programa potencialmente no deseado, (PUP, del inglés Potentially Unwanted Program), o aplicación potencialmente no deseada (PUA, del inglés Potentially Unwanted Application) o crapware, son programas que realmente no hacen nada bien (por ejemplo ralentizan, rastrean, saturan el sistema, muestran anuncios, cambian páginas de inicio, instalan barras de herramientas sin valor para el usuario, redirigen a sitios web, alteran resultados de búsqueda, reemplazar anuncios en páginas web,..) pero que su instalación se realiza con la autorización del usuario (al contrario que con el malware). No todos estarán de acuerdo en qué es y qué no es crapware porque una pieza de software que una persona quiere puede ser algo que otra persona no quiere. Por ejemplo utilidades adicionales que ralentizan o crean inestabilidad.
A veces el crapware se instala al instalar un software que sí queremos instalar. Es frecuente camuflar la autorización de la instalación del software en los términos de la EULA (Acuerdo de licencia con el usuario final), que normalmente el usuario no se lee. Otras veces la autorización instalación se camufla dentro de los distintos pasos de la instalación o en la configuración de la opciones avanzadas por defecto de personalización de la instalación.

## Motivos de instalación
Ejemplos de posibles motivos por los que el usuario acepta la instalación de este software son:
- Porque viene preinstalado en el hardware.[1][2]
- Porque viene al instalar software inflado. Por ejemplo, al instalar un driver nos instalan PUP adicional.[2] intenta instalar algo para reproducir un video simple e instala un administrador de biblioteca de música masivo.
- Porque se instala, ya sea de forma necesaria u opcional, cuando instalamos cierto software.[1] Algunos portales de descarga, como download.com, tucows, softonic y sourceforge en algunos casos, modifican intencionalmente software gratuito para instalar adicionalmente programas crapware.[3] Algunas veces el PUP se instala a través de un "downloader" que la plataforma nos ofrece para descargar e instalar la aplicación que deseamos (ej. softonic[4])
- Software que vino con un enrutador, impresora o servicio de banda ancha que el usuario típico instala sin prestar mucha atención.[2]